# Adolf Fredrik Liedegren
Adolf Fredrik Liedegren, född 17 september 1833 i Hammar, Närke, död 12 oktober 1896 i Lidköping, var en svensk målare.
Han var från 1858 gift med Anna Maria Herngren. Liedegren kom redan som barn i målarlära först i Strängnäs och senare i Askersund. Han flyttade 1854 till Lidköping där han blev målarlärling under Per Strömberg. Han utförde ett flertal väggdekorationer i kyrkor och herrgårdsbyggnader i Lidköpingstrakten och Värmland varav många finns bevarade. Han hämtade sina motiv från Lidköping och trakten däromkring samt kopierade konstmotiv av framstående konstnärer som var reproducerade i Ny illustrerad tidning. I sitt eget skapande målade han landskapsskildringar på duk.